# Isola Curtis
L'isola Curtis è un'isola vulcanica del Pacifico del sudovest. Le sue dimensioni sono ridotte: il punto più alto ha un'elevazione di 47 m e l'intera isola fa solo 40 acri di superficie. Con la sua vicina, l'isola Cheeseman che dista appena 500 m, è parte dell'arcipelago delle Kermadec. Politicamente è riallacciata alla Nuova Zelanda, ma si trova a metà strada fra l'isola del Nord e le Tonga.

## Storia
Il primo europeo a visitare le isole Macauley e Curtis fu il tenente della Royal Navy John Watts, al comando della Lady Penrhyn a fine 1788, sulla via Macao dopo aver sbarcato dei detenuti in Nuovo Galles del Sud. 
Le battezzò con i nomi del suoi sponsor George Mackenzie Macaulay e William Curtis.
Durante la prima guerra mondiale, il comandante tedesco corsaro Felix von Luckner fece scalo all'isola di Curtis per far rifornimento con il deposito da naufragio  lasciato lì dalla marina neozelandese, nel suo tentativo di fuga dal Sudamerica.

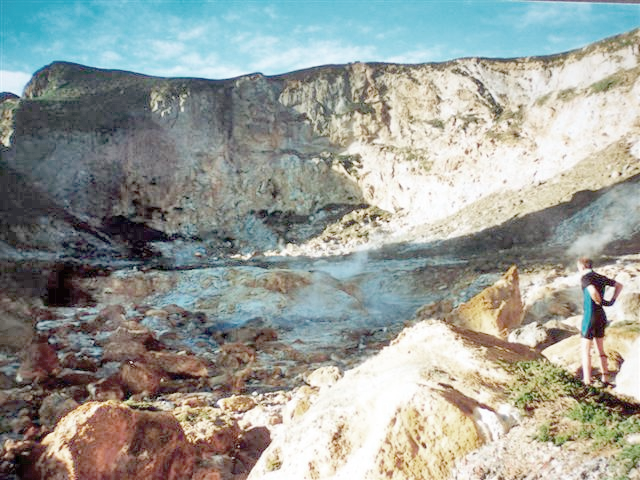
Il createre del vulcano

## Geologia
L'isola Curtis e l'isola Cheeseman costituiscono le due cime di un vulcano sottomarino che sarebbe emerso nel Pleistocene. Le due isole sono composte principalmente da depositi andesitici, dacitici e riolitici di colate piroclastiche. Il fondo del cratere dell'isola Curtis si trova a soli 10 m sul livello del mare. Studi geologici hanno mostrato che l'isola si è sollevata di 18 metri nel corso degli ultimi 200 anni e di sette metri fra il 1929 e il 1964, a testimonianza di un'attività vulcanica costante; l'ultima eruzione del vulcano è avvenuta durante l'Olocene. Lungo le pendici dell'isola, sono presenti delle fumarole sottomarine.

## Fauna
L'isola è un sito riproduttivo per la sula mascherata e i petrelli. Ospita anche la più grande colonia al mondo di berta minore fosca, con centomila coppie di uccelli. Come il resto delle isole Kermadec, è identificata come Important Bird Area da BirdLife International per la sua importanza come luogo di nidificazione degli uccelli marini.